# Výkalnice hnojní
Výkalnice hnojní (Scathophaga stercoraria) je štíhlá hnědožlutá moucha s poměrně dlouhýma nohama a jedním párem středně dlouhých, u kořene nažloutlých křídel. Samci jsou pokryti žlutavými až zlatavými chloupky, samice nejsou tolik do žluta, jsou méně ochlupené a méně nápadné. Mimo zimy jsou aktivní po celý rok a nejsou ani tak závislé na prostředí, jako na čerstvém trusu kopytníků, do kterého stejně jako všichni ostatní příslušníci čeledi výkalnicovitých kladou vajíčka a ve kterém se vyvíjí jejich larvy.
Tělo výkalnice dosahuje délky 5 až 10 milimetrů. Druh je hojný v Palearktické oblasti a Severní Americe, zejména v blízkosti pastvin skotu.